# Léon Galvaing
Léon Galvaing  (né le 31 décembre 1902 à Suresnes et mort le 17 mars 1963 à Saint-Cloud) est un coureur cycliste français, spécialiste de la piste. En tant qu'amateur, il a remporté une médaille d'argent au championnat du monde de vitesse 1926, derrière l'italien Avanti Martinetti.

## Palmarès sur piste

### Championnats du monde
- Milan-Turin 1926
  -  Médaillé d'argent de la vitesse amateurs

### Championnats de France
- 1925
  -  Champion de France militaire de vitesse[3]
- 1926
  -  Champion de France de vitesse amateurs
- 1927
  -  Champion de France de vitesse amateurs

### Grand-Prix
- Prix Alfred Riguelle : 1927